# Tálib Abú Arár
Tálib Abú Arár (hebrejsky טאלב אבו עראר‎, arabsky طالب أبو عرار‎‎, přepisováno též Taleb Abu Arar; * 4. května 1967) je izraelský politik arabské národnosti a poslanec Knesetu za stranu Ra'am-Ta'al.

## Biografie
Patří do komunity izraelských Arabů. V rámci této komunity náleží k jihoizraelským Beduínům. Profesně působí jako advokát, učitel, předseda zaměstnaneckého výboru a zástupce ředitele školy. V minulosti zastával i post starosty města Ar'ara ba-Negev.
Ve volbách v roce 2013 byl zvolen do Knesetu za stranu Ra'am-Ta'al. Jako tradicionalistický Beduín má dvě manželky, respektive jednu oficiální manželku a druhou přiznanou milenku. S první manželkou má podle oficiální biografie z doby voleb téměř deset dětí. Druhá manželka je podle údajů z roku 2013 mladší, je jí 22 let a má s Tálibem Abú Arárem jedno dítě. Žije sama ve svém samostatném domě v Ar'ara ba-Negev. Koncem ledna 2013 informoval deník Ma'ariv, že Tálib Abú Arár řeší otázku, kterou ze svých manželek pozve na slavnostní zahajovací zasedání Knesetu. Nakonec ale prohlásil, že nepozve ani jednu a jeho doprovodem budou pouze zástupci z domovského regionu Negevu.
Mandát obhájil ve volbách v roce 2015, nyní za alianci arabských menšinových stran Sjednocená kandidátka.